# Efekt Wenus z Pipidówka
Efekt Wenus z Pipidówka lub efekt Wenus z wioski (ang. Village Venus effect) – typ błędu poznawczego oraz sposobu myślenia, opisanego przez Edwarda de Bono. Polega na akceptacji  „wystarczająco dobrych” rozwiązań w skali lokalnej z powodu braku szerszego rozpoznania lub układu odniesienia.

## Opis zjawiska
Przykładem efektu jest sytuacja, kiedy mieszkańcy wioski, niemający kontaktu ze światem zewnętrznym, uważają, że najpiękniejsza dziewczyna w ich wiosce jest też najpiękniejsza na całym świecie. Co więcej, mieszkańcy nie będą mieli sposobności przekonać się o błędzie w swoim myśleniu, dopóki nie nawiążą kontaktu z innymi wioskami. Zdaniem de Bono podobnego typu sytuacje mają miejsce w polityce, nauce czy gospodarce. Jest to rodzaj sytuacji, w której ludzie zadowalają się prostym, dostępnym, „wystarczająco dobrym” opisem lub wyjaśnieniem zjawiska i nie dążą do pozyskania większej ilości informacji lub nie próbują skonstruować innych (być może lepszych) wyjaśnień. De Bono uważa tego typu „wystarczająco dobre” wyjaśnienia za poważne utrudnienie w rozwoju nauki.
Inną próbą opisania tego zjawiska jest porównanie go do prototypowania – świadomość, że 'istniejący stan rzeczy' jest tylko prototypem – pobudza do poszukiwania lepszego rozwiązania.